# Ringer-Weltmeisterschaften 1982
Die Ringer-Weltmeisterschaften 1982 fanden nach Stilart getrennt an unterschiedlichen Orten statt. Dabei wurden die Ringer in jeweils zehn Gewichtsklassen unterteilt.

## Griechisch-römisch
Die Wettkämpfe im griechisch-römischen Stil fanden vom 9. bis zum 12. September 1982 in Kattowitz statt.

### Medaillengewinner
| Klasse  | Gold                         | Silber           | Bronze          |
| ------- | ---------------------------- | ---------------- | --------------- |
| -48 kg  | Timor Taimuras Kasaraschwili | Salih Bora       | Bratan Zenow    |
| -52 kg  | Benur Paschajan              | Ljubomir Zekow   | Dae-Du Bang     |
| -57 kg  | Piotr Michalik               | Nicolae Zamfir   | Wassili Fomin   |
| -62 kg  | Ryszard Świerad              | Roman Nasibulow  | Panajot Kirow   |
| -68 kg  | Gennadi Jermilow             | Istvan Peter     | Ștefan Negrișan |
| -74 kg  | Ștefan Rusu                  | Andrzej Supron   | Karolj Kasap    |
| -82 kg  | Teimuras Apchasawa           | Ion Draica       | Jan Dolgowicz   |
| -90 kg  | Frank Andersson              | Atanas Komtschew | Igor Kanygin    |
| -100 kg | Roman Wrocławski             | Vasile Andrei    | Andrej Dimitrow |
| +100 kg | Nikola Dinew                 | Refik Memišević  | Cándido Mesa    |

### Medaillenspiegel
| Rang | Land        | Gold | Silber | Bronze |
| ---- | ----------- | ---- | ------ | ------ |
| 1    | Sowjetunion | 4    | 1      | 2      |
| 2    | Polen       | 3    | 1      | 1      |
| 3    | Rumänien    | 1    | 3      | 1      |
| 4    | Bulgarien   | 1    | 2      | 3      |
| 5    | Schweden    | 1    | 0      | 0      |
| 6    | Jugoslawien | 0    | 1      | 1      |
|      | Ungarn      | 0    | 1      | 1      |
| 8    | Türkei      | 0    | 1      | 0      |
| 9    | Südkorea    | 0    | 0      | 1      |

## Freistil
Die Wettkämpfe im freien Stil fanden vom 12. bis zum 14. August 1982 in Edmonton statt. Die Sowjetunion konnte in allen 10 Wettbewerben Athleten auf dem Podest feiern.

### Medaillengewinner
| Klasse  | Gold                   | Silber                 | Bronze           |
| ------- | ---------------------- | ---------------------- | ---------------- |
| -48 kg  | Sergei Kornilajew      | Ali Metschmedow        | Šaban Trstena    |
| -52 kg  | Hartmut Reich          | Osman Efendijew        | Joe Gonzalez     |
| -57 kg  | Anatoli Beloglasow     | Hideaki Tomiyama       | Stefan Iwanow    |
| -62 kg  | Sergei Beloglasow      | Simeon Schterew        | József Orbán     |
| -68 kg  | Michail Tscharatschura | Raúl Cascaret          | Eberhard Probst  |
| -74 kg  | Leroy Kemp             | Dan Karabín            | Juri Worobjow    |
| -82 kg  | Taimuras Dsgojew       | Efraim Kamberow        | David Schultz    |
| -90 kg  | Uwe Neupert            | Clark Davis            | Wiktor Batnia    |
| -100 kg | Ilja Mate              | Slawtscho Tscherwenkow | Gregory Gibson   |
| +100 kg | Salman Chassimikow     | Adam Sandurski         | Andreas Schröder |

### Medaillenspiegel
| Rang | Land                            | Gold | Silber | Bronze |
| ---- | ------------------------------- | ---- | ------ | ------ |
| 1    | Sowjetunion                     | 7    | 1      | 2      |
| 2    | Deutsche Demokratische Republik | 2    | 0      | 2      |
| 3    | Vereinigte Staaten              | 1    | 0      | 3      |
| 4    | Bulgarien                       | 0    | 4      | 1      |
| 5    | Japan                           | 0    | 1      | 0      |
|      | Kanada                          | 0    | 1      | 0      |
|      | Kuba                            | 0    | 1      | 0      |
|      | Polen                           | 0    | 1      | 0      |
|      | Tschechoslowakei                | 0    | 1      | 0      |
| 10   | Jugoslawien                     | 0    | 0      | 1      |
|      | Ungarn                          | 0    | 0      | 1      |